# Mahmud al-Kašgari
Mahmud ibn Husein ibn Mohamed al-Kašgari (arabsko محمود بن الحسين بن محمد الكاشغري,  Maḥmūd ibnu 'l-Ḥusayn ibn Muḥammad al-Kāšġarī, kitajsko 麻赫穆德·喀什噶里, turško Kaşgarlı Mahmûd) je bil karakanidski učenjak in leksikograf turških jezikov iz Kašgarja, * 1105, Kašgar, Karakanidski kanat, † 1102, Upal, Karakanidski kanat. 
Njegov oče Husein je bil župan Barskona na jugovzhodu jezera Isik Kul, zdaj v Kirgizistanu, in sorodnik vladajoče dinastije Karakanidskega kanata. Muhmud al-Kašgari je leta 1057 postal politični begunec in se preselil v Bagdad.

## Delo
Al-Kašgari je preučeval turške jezike svojega časa in v Bagdadu leta 1072–1074 sestavil prvi celovit slovar turških jezikov z naslovom Dīwān Lughāt al-Turk (Kompendij turških jezikov), namenjen rabi v Abasidskem kalifatu. Njegov izčrpen slovar, ki ga je kasneje uredil turški zgodovinar Ali Amiri, vsebuje primerke stare turške poezije različnih žanrov: epika, pastorala, didaktika, lirika in elegika. Vseboval je tudi prvi znani zemljevid območij, ki so jih naseljevala turška ljudstva. Zemljevid hrani Narodna knjižnica v Carigradu.

## Vira
- Svat Soucek. A History of Inner Asia. Cambridge University Press, 2002.
- Ingeborg Hauenschild (2003). Die Tierbezeichnungen bei Mahmud al-Kaschgari: eine Untersuchung aus sprach- und kulturhistorischer Sicht. Otto Harrassowitz Verlag. ISBN 978-3-447-04721-0.